# Струтинська сільська рада (Золочівський район)
| Струтинська сільська рада — колишній орган місцевого самоврядування у Золочівському районі Львівської області з адміністративним центром у с. Струтин. Історична дата утворення: в 1940 році. Водоймища на території, підпорядкованій даній раді: річка Золочівка. Сільській раді підпорядковані населені пункти: - с. Струтин - с. Зарваниця - с. Золочівка - с. Кийків - с. Кобилеччина - с. Козаки - с. Лука |

## Склад ради
Рада складається з 18 депутатів та голови.

### Керівний склад ради
| ПІБ                      | Основні відомості                                                             | Дата обрання | Дата звільнення |
| ------------------------ | ----------------------------------------------------------------------------- | ------------ | --------------- |
| Бучинська Надія Леонівна | Сільський голова, 1962 року народження, освіта, позапартійна                  | 26.03.2006   | 31.10.2010      |
| Бучинська Надія Леонівна | Сільський голова, 1962 року народження, освіта середня загальна, позапартійна | 31.10.2010   |                 |

Примітка: таблиця складена за даними джерела